# Spiroplasma atrichopogonis
Spiroplasma atrichopogonis è una specie di batterio appartenente alla famiglia delle Spiroplasmataceae.